# Éguzon-Chantôme
Éguzon-Chantôme är en kommun i departementet Indre i regionen Centre-Val de Loire i de centrala delarna av Frankrike. Kommunen ligger i kantonen Éguzon-Chantôme som tillhör arrondissementet La Châtre. År 2022 hade Éguzon-Chantôme 1 314 invånare.

## Befolkningsutveckling
Antalet invånare i kommunen Éguzon-Chantôme
Referens:INSEE